# Harkebrügge
Harkebrügge ist ein Teil der Gemeinde Barßel im Landkreis Cloppenburg in Niedersachsen mit rund 2250 Einwohnern.

## Geografie
Zieht man auf der Landkarte eine Gerade zwischen den Orten Papenburg und Oldenburg, so liegt Harkebrügge fast genau auf der Hälfte dieser Geraden. Die Gesamtfläche des Ortes erstreckt sich auf 24,15 km². Der Ortskern selbst wird im Westen durch die Soeste begrenzt.

## Geschichte
Verschiedene Funde in Harkebrügge aus der jüngeren Steinzeit (2000–4000 v. Chr.), u. a. der Teil einer Geröllkeule, beweisen, dass der Ort schon damals bewohnt worden ist. Die eigentliche Gründung dürfte aber in die Zeit Karls des Großen (768 – 814 n. Chr.) fallen. Während viele kleine Bauerschaften erst vor wenigen Jahrhunderten von sich reden machten, ist Harkebrügge mit der Existenzgründung Barßels gleichzusetzen. Der alte Hanseweg führte von Münster über Osnabrück, Cloppenburg, Friesoythe, Harkebrügge, Barßel, weiter in den ostfriesischen Raum, wobei von Harkebrügge eine Abzweigung zum Ammerland bestand.
Die Bezeichnung „Altes Dorf“ weist auf Harkebrügge als Station für Zollabgaben der Kaufleute hin (Haltestätte – das „H“ wurde häufig nicht gesprochen – wird zu Alte Stätte > Altstadt > Altes Dorf). Außerdem fungierte Harkebrügge wegen des regen Schiffsverkehrs als Hafen.

## Namensgebung
Zur Entstehung des Namens „Harkebrügge“ gibt es drei Versionen. Eine Deutung erklärt „Har“ als trockene Bodenerhebung, wobei die Silbe „ke“ lediglich als Einschiebung für die hierdurch erleichterte Aussprache zu sehen ist. „Brügge“ steht in diesem Zusammenhang für einen künstlich errichteten Damm; eine Siedlung also, die aufgrund der geographischen Gegebenheiten ihren Namen erhielt.
Die zweite Darstellung kennzeichnet „Brügge“ tatsächlich als Brücke. Diese Brücke war kein Übergang über einen Fluss, sondern diente zur Überquerung des sumpfigen Geländes an der Kreuzung zur Schepser Straße. Sie bestand aus in den Boden gerammten Pfählen mit darüber gelegten Bohlen. „Harke“ ist hier sprachgeschichtlich identisch mit „Karle“.
Die dritte Version ist schließlich Ausgangspunkt und Inhalt des Harkebrügger „Wappens“. Um das Jahr 1400 wahrscheinlich soll der Junker (adliger Gutsbesitzer) „Harke“ die Überbrückung des Sumpfes beim Kortemoorsweg besorgt und den Schutz der hanseatischen Kaufleute gewährleistet haben.

## Wappen

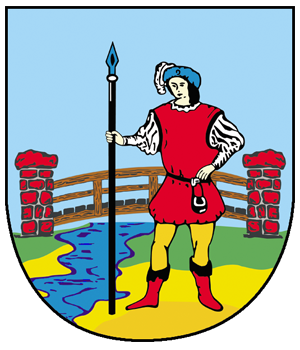
Wappen von Harkebrügge

Im Wappen des Ortes ist der Junker Harke zu sehen, der mittelalterliche rote Tracht trägt und wehrhaft an einem Speer lehnt. Der Junker steht vor einer Brücke, die einen kleinen Fluss überwindet. Eine der verbreiteten Erklärungen für die Herkunft des Namens Harkebrügge ist auch die Brückenfunktion, die Harkebrügge in früheren Zeiten eingenommen haben könnte, indem es umliegende Ortschaften verbindet.

## Einrichtungen und Organisationen des öffentlichen Lebens

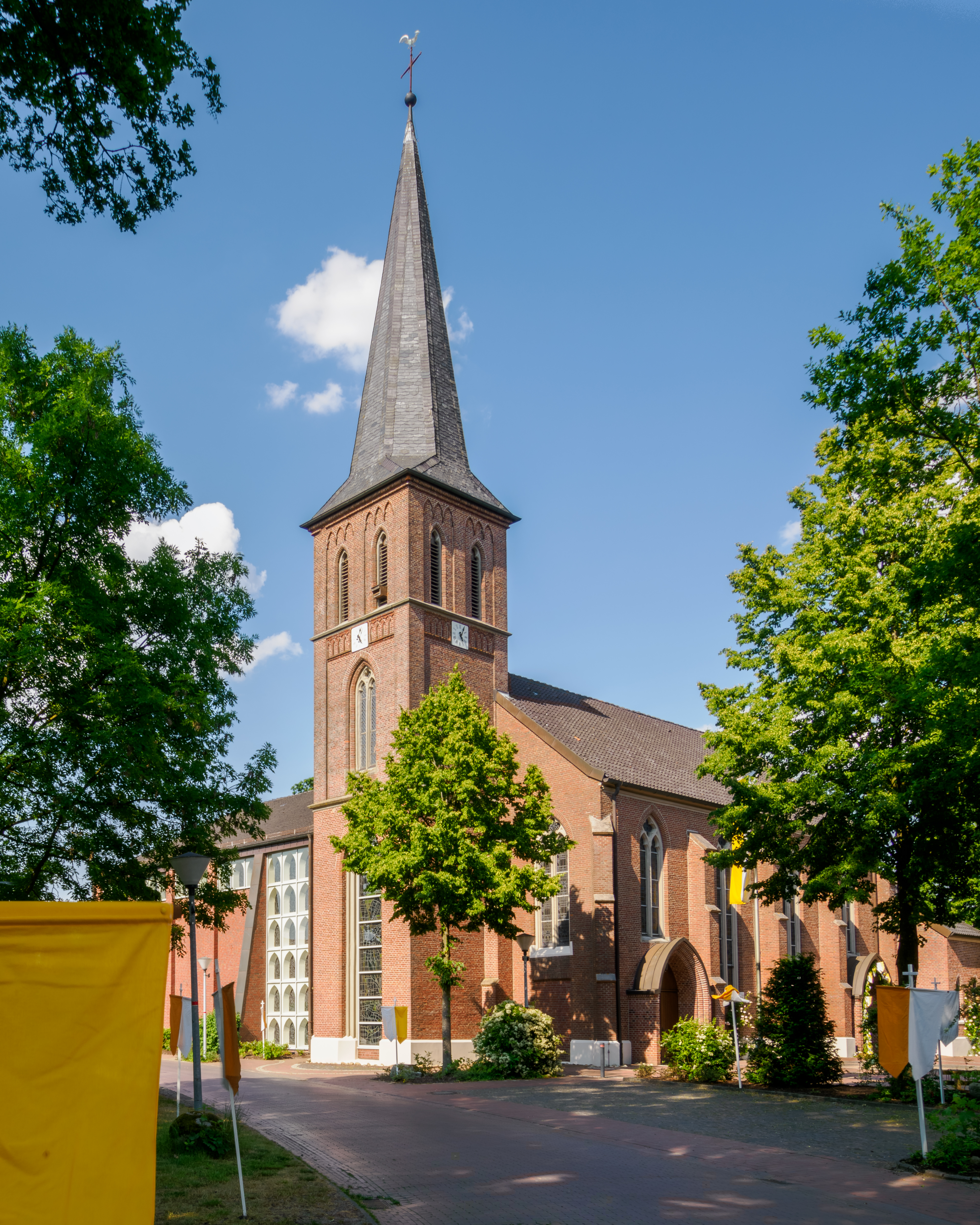
St. Marien-Kirche Harkebrügge

* Junker-Harke-Grundschule Harkebrügge (verlässliche Grundschule) mit angebundener Sporthalle
- Weiterführende Schulen befinden sich nahegelegen in Ramsloh und Friesoythe (Gymnasien) sowie in Barßel (Realschule, Hauptschule)
- Kath. Kindergarten St. Marien
- Pfarrkirche St. Marien mit Pfarrheim für Aktivitäten der Kirchengemeinde. Im Turm der Marienkirche hängen vier Bronzeglocken der Glockengießerei Otto aus den Jahren 1922 und 1960 mit folgenden Schlagtönen: b – des – es – f.[1][2]
- Schützenhalle (Eine Mehrzweckhalle, die für Feste und Veranstaltungen vom Schützenverein Harkebrügge betrieben wird)
- Harkebrügger See (vormals als Baggersee genutzt, derzeit vom Fischereiverein Barßel in Benutzung)

Harkebrügge verfügt für den Bedarf des täglichen Lebens über ein Lebensmittelgeschäft mit angeschlossener Postagentur, eine Fleischerei, eine zusätzliche Bäckereifiliale sowie zwei Schnellimbisse. Darüber hinaus sind zwei Zahnärzte, zwei Allgemeinmediziner, eine Apotheke, zwei Banken, mehrere Versicherungen, eine Polsterei, zwei Fahrschulen, ein Friseur, eine Änderungsschneiderei, eine Werbeagentur und eine Tankstelle ortsansässig. Das rege Vereinsleben erstreckt sich über kirchliche Vereine wie z. B. der katholischen Landjugendbewegung (KLJB) über mehrere Vereine (Sport, Schützen, Tennis u. a.) bis hin zum Zusammenschluss der örtlichen Selbstständigen im „Aktivkreis Harkebrügge“ zur fortwährenden Belebung Harkebrügges.

## Sport
- Der Sportverein Harkebrügge (vollständiger Name: Sportverein Harkebrügge von 1920 e. V.) bietet vor allem die Sportarten Fußball, Gymnastik, Turnen, Tischtennis, Völkerball und Einradfahren. Seit seiner Gründung im Jahr 1920 wuchs der Sportverein auf 450 Mitglieder an (Stand: Anfang 2005) und stellt damit neben dem Tennisverein die größte Anlaufstelle für sportliche Aktivitäten. Fußballspiele und -turniere werden im Waldstadion ausgetragen. Für Hallensportarten wird vor allem die Turnhalle der Grundschule Harkebrügge genutzt.
- Der Schützenverein Harkebrügge bietet Schießsport an und veranstaltet alljährlich das größte Volksfest des Ortes (Schützenfest).
- Das Sportangebot des Tennisvereins Zur Soeste Harkebrügge e. V. beschränkt sich auf Tennis. Der Verein verfügt über eine Tennisanlage mit vier Außen-Plätzen und einem angegliederten Vereinsheim. Die Tennisanlage befindet sich ebenfalls im Bereich des Waldstadions.

## Bildung
Die Junker-Harke-Grundschule (als verlässliche Grundschule betrieben) ist die einzige Schule des Ortes. Weiterführende Schulen befinden sich in den angrenzenden Orten Barßel, Ramsloh und Friesoythe.

## Sonstiges
Im Jahr 2005 belegte Harkebrügge den ersten Platz beim Kreisentscheid des Wettbewerbs Unser Dorf soll schöner werden – Unser Dorf hat Zukunft des Landkreises Cloppenburg. Im 23. Landeswettbewerb "Unser Dorf hat Zukunft" des Landes Niedersachsen im Jahr 2010 konnte Harkebrügge eine "Auszeichnung für die herausragenden Leistungen zur strukturellen, wirtschaftlichen und kulturellen Dorfentwicklung" erreichen und war damit als eines von drei Dörfern für den Bundeswettbewerb "Unser Dorf hat Zukunft" qualifiziert. Im 23. Bundeswettbewerb erreichte Harkebrügge schließlich eine Silberplatzierung.
Der 1,6 km lange Barfußpark Harkebrügge weist mehr als 50 Barfuß-Stationen aus. Auf dem 4,5 ha großen Waldstück werden außerdem naturnahe Übernachtungsmöglichkeiten in Baumzelten angeboten.
Harkebrügge ist zudem Geburtsort des Hoteliers und Steakhouse-Unternehmers Eugen Block.